# Celebrate (utwór muzyczny Darii Kinzer)
Celebrate, także Lahor i Break a Leg – utwór chorwackiej piosenkarki Darii Kinzer, wydany w formie singla w 2011.
Utwór „Lahor” zwyciężył w finale festiwalu Dora 2011. Po ogłoszeniu wyników Kinzer zaśpiewała anglojęzyczną wersję piosenki, „Break a Leg”. Po finale kompozytor utworu Boris Đurđević poinformował, że tekst piosenki zostanie zmieniony. 10 marca ogłoszono tytuł nowej wersji piosenki – „Celebrate”, która 10 maja została wykonana przez Kinzer w pierwszym półfinale konkursu i zajęła 15. miejsce, przez co nie awansowała do finału. 
Oprócz chorwacko- i angielskojęzycznej wersji utworu Kinzer nagrała piosenkę w języku niemieckim („Diese Nacht”), rosyjskim („Łunn’іj swiet”) i francuskim („C’est la fête”).

## Lista utworów
CD single
1. „Celebrate”
2. „Lahor” (Croatian Version)
3. „Diese Nacht” (German Version)
4. „Łunn’іj swiet” (Russian Version)
5. „C’est la fête” (French Version)
6. „Celebrate” (Matroda Remix)
7. „Celebrate” (Big Room Remix)
8. „Celebrate” (Pop Remix)
9. „Celebrate” (Instrumental Version)
10. „Celebrate” (Karaoke Version)